# The Vampires of Venice
"The Vampires of Venice" (intitulado "Os Vampiros de Veneza" no Brasil) é o sexto episódio da quinta temporada da série de ficção científica britânica Doctor Who, transmitido originalmente através da BBC One e BBC HD em 8 de maio de 2010. Foi escrito por Toby Whithouse e dirigido por Jonny Campbell.
A história continua os acontecimentos do final de "Flesh and Stone", onde Amy Pond (Karen Gillan) tenta beijar o Doutor, um alienígena viajante do tempo interpretado por Matt Smith. Neste episódio, o Doutor busca o namorado de Amy, Rory Williams (Arthur Darvill), e leva os dois a uma viagem romântica em Veneza no ano 1580. Lá eles descobrem uma escola para garotas cujas alunas parecem ser vampiras, mas que na verdade são alienígenas refugiados disfarçados, que planejam tornar a cidade em seu novo lar.
O episódio substituiu um script diferente planejado por Whithouse e foi projetado para ser uma história romântica que também servisse como uma boa introdução à série. Quando escolheu Veneza como cenário, os vampiros logo foram adicionados ao roteiro, pois o autor sentiu que eles pertenciam ao local. O episódio foi filmado em Trogir, Croácia, no final de 2009, onde uma vila antiga foi usada como a cidade.
"The Vampires of Venice" foi assistido por 7,68 milhões de telespectadores no Reino Unido e recebeu um Índice de Apreciação de 86. Teve uma recepção mista por parte dos críticos, que elogiaram a comédia, a produção e a atuação dos convidados Helen McCrory e Alex Price, mas criticaram a trama por sua semelhança com alguns episódios anteriores.

## Enredo
O Doutor, acreditando que a atração de Amy nele foi causada pelo estresse de viagem, busca o noivo dela, Rory Williams, e os convida para uma viagem romântica. Eles pousam com a TARDIS em Veneza no ano 1580 e logo encontram problemas. A patrona da cidade, a signora Rosanna Calvierri, afirma que a peste negra está descontrolada fora dali. O Doutor deduz que isso é uma mentira contada por ela para fechar Veneza. Eles começam uma investigação e logo encontram Guido, um construtor de barcos cuja filha Isabella não entrou mais em contato com ele desde que se inscreveu na escola para garotas de Rosanna.
Amy consegue se inscrever na escola com a ajuda de Rory e do papel psíquico do Doutor. Após abrir um portão e permitir a passagem dos outros, ela é capturada e levada para uma câmara. O Doutor e Rory acreditam que as garotas estão sendo convertidas em vampiras e descobrem uma caixa com uma pessoa morta. Após perceber que foi presa por Rosanna, Amy chuta e perturba um dispositivo usado por ela para esconder sua verdadeira forma alienígena. A mulher começa a converter Amy, mas Isabella, ainda sã, liberta ela e as duas escapam. No entanto, como Isabella não consegue mais tolerar a luz solar direta, ela hesita em sair da escola e é puxada de volta para dentro. O Doutor tenta resgatá-la, mas é eletrocutado e colapsa. Isabella é mais tarde jogada em um canal por Rosanna e comida por algo que vive debaixo d'água.
O Doutor volta para interrogar Rosanna, que afirma ser do planeta Saturnyne, uma raça de seres aquáticos com tendências semelhantes a vampiros que fugiram para a Terra depois de ver as rachaduras no universo. Ela e seu filho, Francesco, pretendem afundar a cidade e converter os humanos em "Irmãs da Água" para continuarem sua espécie. Quando o Doutor retorna à casa de Guido para se juntar com Amy e Rory, Rosanna manda as garotas transformadas para atacá-los. Guido sacrifica-se pelos outros explodindo vários barris de pólvora para matá-las. Rosanna ativa então um dispositivo em uma torre para começar a criar terremotos e inundações a fim de afundar Veneza. Enquanto Amy e Rory enfrentam e derrotam Francesco, o Doutor sobe na torre e para o dispositivo a tempo. Sendo a última de sua espécie, Rosanna se joga no canal para ser comida, mas antes atormenta o Doutor, lembrando-o de que agora é responsável pela extinção de duas espécies: a sua e a dos Senhores do Tempo.
Após o incidente, Amy e o Doutor convidam Rory a continuar viajando com eles. Quando eles estão prestes a entrar na TARDIS, tudo fica em silêncio. Desconcertado, o Doutor lembra-se das palavras de Rosanna: "Nós vimos o silêncio e o fim de todas as coisas...".

### Continuidade
Quando tenta usar seu papel psíquico durante o episódio, o Décimo primeiro Doutor pega acidentalmente um cartão de biblioteca com uma fotografia do Primeiro Doutor (William Hartnell).

## Produção

### Roteiro
O roteirista Toby Whithouse originalmente planejava escrever o episódio em "algum tipo de labirinto", mas a história foi trocada quando os produtores executivos Steven Moffat e Piers Wenger acharam-na muito semelhante com outros episódios da temporada. Eles pediram ao autor para escrever outra coisa, enquanto o roteiro original foi aproveitado em "The God Complex" na sexta temporada. Whithouse foi convidado a escrever "um grande episódio romântico e enérgico", que também serviria como uma "espécie de episódio de reinício" e uma boa introdução a Doctor Who. Ele teve a liberdade de ambientá-lo "em qualquer lugar romântico do mundo", e escolheu Veneza, um de seus lugares preferidos. O autor também acreditava que vampiros se encaixam no cenário. Segundo Whithouse, ele teve uma experiência positiva escrevendo o episódio, afirmando ser "uma delícia e um prazer" participar do programa. Como era produtor executivo de Being Human, ficou satisfeito por não precisar se preocupar com outros aspectos da produção fora o roteiro. O ponto principal do "naufrágio de Veneza" foi concebido quando Whithouse achou necessário usar a identidade do local, pois a cidade era muito aquática e estava "constantemente lutando" contra inimigos em sua história, mas desta vez ela precisaria encarar seu pior inimigo.
A cena de abertura, que detalhou a entrada de Isabella na escola e o pressentimento de perigo nela, foi descrita por Whithouse como uma sequência das séries clássicas de Doctor Who, pois continha uma "vítima entrando em uma armadilha". O grito de Isabella no final era originalmente ouvido na sequência de abertura; entretanto, o diretor Jonny Campbell achou que as duas cenas seguintes tinham "finais leves" e não funcionariam bem uma após a outra. Como resultado, a abertura foi movida para depois da cena com o Doutor aparecendo na despedida de solteiro de Rory, descrita por Whithouse como "divertida". Ele também queria mostrar a quantidade de perigos em que o Doutor coloca as pessoas, e usou uma cena com Rory para expor isso no episódio. O roteirista acreditava que os acompanhantes dele desenvolviam a mesma mentalidade ao longo do tempo, e Rory foi uma ótima oportunidade para questionar isso. Whithouse também queria uma "linha cômica" para "diluir" os desenvolvimentos da trama e dos personagens. Além disso, achou difícil capturar a essência "trágica" de Guido no decorrer da história. O episódio também apresenta uma referência "metatextual", mostrando uma imagem da primeira encarnação do Doutor em seu cartão da biblioteca. As referências ao "Silêncio" em "The Vampires of Venice" são mostradas como flashbacks em "Day of the Moon", onde essas criaturas são os principais inimigos e ponto-chave da história.

### Filmagens e efeitos

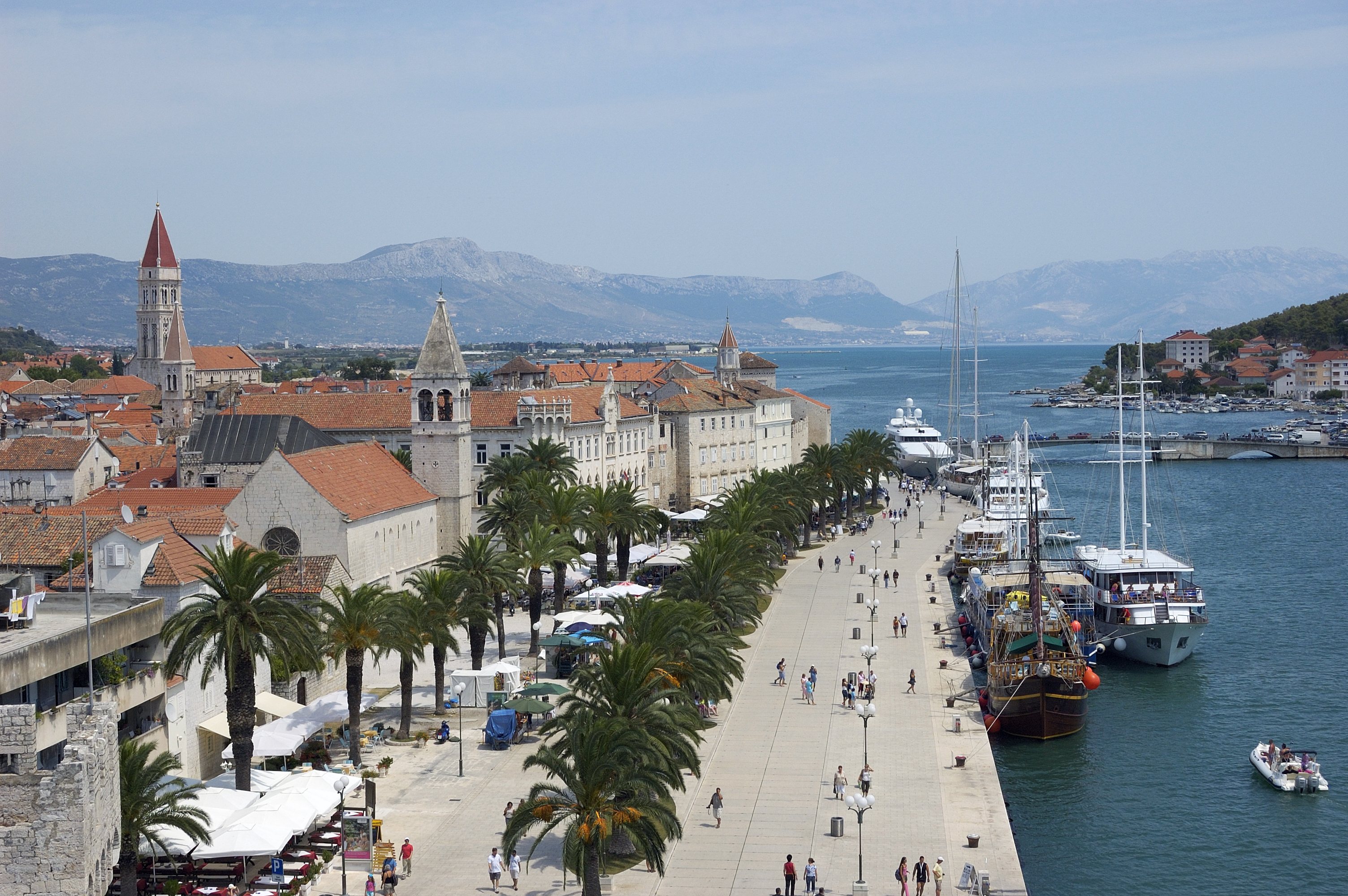
Trogir, na Croácia, foi usada como cenário para a Veneza do século XVI.

A leitura do roteiro de "The Vampires of Venice" ocorreu em 23 de novembro de 2009. É o primeiro episódio de Doctor Who dirigido por Campbell e o primeiro coproduzido por Patrick Schweizter. Foi filmado como parte do quinto bloco de produção da temporada, juntamente com "Vincent and the Doctor". Devido ao fato de que levaria tempo para encobrir todas as lojas modernas encontradas na Veneza contemporânea, o episódio foi filmado na cidade costeira de Trogir, Croácia, no final de 2009. Os venezianos tinham colonizado Trogir e a cidade possuía muita arquitetura histórica, incluindo alguns pontos influenciados por Veneza.  O interior da casa de Rosanna foi filmado no Atlantic College, no Castelo de Caerphilly, no Castelo Coch e na Câmara Municipal de Trogir, enquanto o Llancaich Fawr Manor, uma casa senhorial do século XVI, perto de Cardiff, foi usada como a casa de Guido. A equipe de produção incorporou o emblema de Rosanna na maior quantidade possível de lugares e o departamento de arte projetou uma "gárgula de peixe" para a torre de sua casa. Uma torre de igreja em Trogir foi usada para o clímax; essa cena foi desafiadora para ser filmada, pois dependia de acrobacias de Matt Smith e de um dublê. O telhado da torre foi construído em estúdio e uma parte da cena foi filmada em frente a uma tela verde.
As gôndolas foram filmadas no fosso do Castelo de Caerphilly e inseridas com CGI. Os moradores de Trogir foram usados no mercado, incluindo uma mulher que passava pelo local da filmagem com sua cabra. Uma pequena equipe foi a Veneza para tirar fotos amplas dos edifícios que cercavam a água, mas lá não havia passarelas como em Trogir. Campbell queria incorporar tudo o que ele amava sobre Veneza, incluindo sinos de igreja e ruas estreitas. Embora Trogir estivesse na costa, não tinha vias navegáveis internas, então a equipe de produção descobriu que poderia preencher uma praça na rua abaixo da varanda onde os personagens estavam com água gerada por computação gráfica e torná-la parte do Grande Canal. A câmara para onde as garotas são levadas para serem transformadas foi preenchida com uma luz verde para sugerir tecnologia alienígena e também facilitar o breve vislumbre da verdadeira forma de Rosanna. O diretor de fotografia realizou isso apesar dos tetos baixos. Partes desta cena foram cortadas devido a problemas de censura por serem "muito assustadoras".
Vários aspectos do episódio foram comprometidos devido a restrições orçamentárias. A verdadeira forma dos alienígenas só poderia ser exibida por alguns segundos, pois era muito caro fazê-las, e essas cenas foram espalhadas ao longo do episódio. No roteiro original, um grande monstro saía da água quando Isabella morre, mas como ficaria muito cara, Moffat foi forçado a pedir a Whithouse que o tornasse "invisível". Muitos dos figurinos do episódio foram tirados de obras dos séculos XV e XVI. Isso incluiu os véus usados pelas mulheres e pelas garotas vampíricas. Guido troca de roupa com Rory quando este se disfarça como um veneziano para infiltrar Amy na escola; esta foi uma ideia de Moffat, da qual Whithouse se opôs, pois considerava Guido um "personagem trágico". Ele finalmente cedeu quando percebeu que seria engraçado o personagem usando a camiseta da despedida de solteiro de Rory. O traje da atriz Helen McCrory foi projetado para ser semelhante a sua criatura alienígena, a fim de facilitar a transição. McCrory foi orientada a se mover como um peixe, que ela fez com diligência. Os dentes dos vampiros eram únicos para cada ator e foram moldados em suas bocas. Era difícil falar com eles, portanto as falas de Alex Price foram re-expressadas, embora ele tenha comentado que tenha ficado "bastante bom" ao falar com eles.

## Transmissão e recepção
"The Vampires of Venice" foi transmitido no Reino Unido originalmente na noite de 8 de maio de 2010 na BBC One e BBC HD. Devido a um episódio prolongado de Over the Rainbow, exibido na sequência de Doctor Who, foi ao ar às 18:00, sendo o horário mais cedo em que um episódio da série foi transmitido desde seu retorno em 2005. Devido a isso, teve uma audiência abaixo da média da temporada, sendo assisitido por 6,17 milhões de espectadores segundo dados prévios. A audiência consolidada subiu para 7,68 milhões, acabando como o quinto programa mais visto na BBC One durante a semana de sua exibição. Teve um Índice de Apreciação de 86, considerado "excelente". No Brasil, "Os Vampiros de Veneza" foi exibido na TV Cultura em junho de 2012 e no Syfy em 9 de abril de 2016.
Foi lançado em DVD e Blu-ray na Região 2 juntamente com "The Time of Angels", "Flesh and Stone" e conteúdos especiais dos três episódios em 5 de julho de 2010. Foi então relançado no DVD da quinta temporada completa em 8 de novembro de 2010. No Brasil, também foi publicado no DVD da quinta temporada em 4 de julho de 2015.

### Recepção crítica

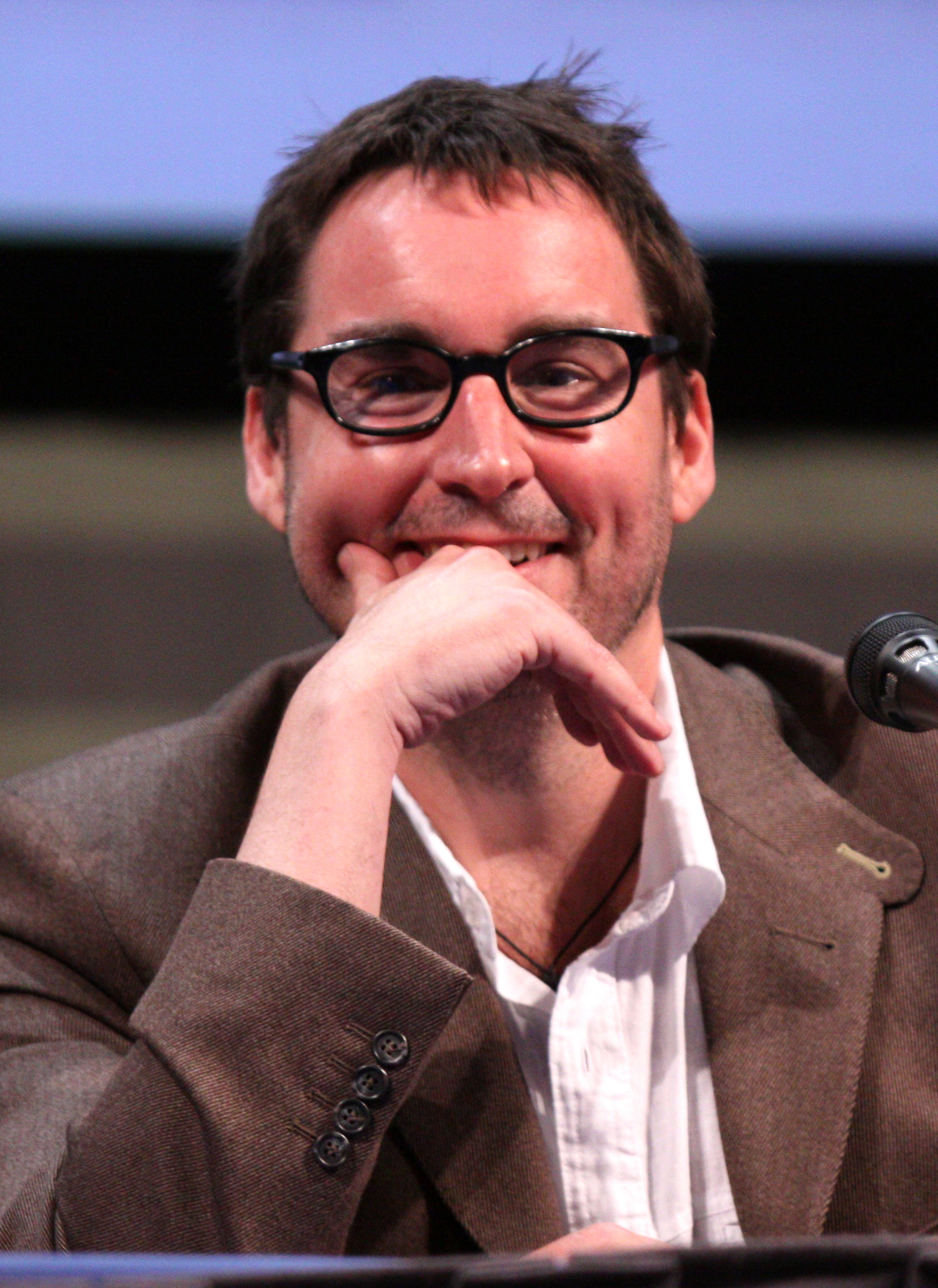
O roteiro de "The Vampires of Venice" foi comparado ao de outras histórias escritas por Toby Whithouse (na imagem) para a série.

O episódio recebeu críticas mistas. Escrevendo para o The Guardian, Daniel Martin descreveu-o como "lindamente filmado" e "a maneira como cada parte do mito dos vampiros foi explicada pela pseudociência de [Doctor] Who era deliciosa; o enfrentamento entre o Doutor e Rosanna foi interpretado com beleza, um diálogo tão excelente como se poderia esperar de Whithouse. [...] O clímax, quando o Doutor escala a torre na chuva foi um toque perfeito". O crítico da revista SFX, David Bradley, também teceu comentários positivos, dando ao episódio quatro estrelas de cinco. Ele o resumiu como "melhor estruturado, mais divertido e mais absorvente" do que "Victory of the Daleks", elogiando ainda a comédia e interpretação de Alex Price. No entanto, achou que as "locações caras foram afetadas por efeitos especiais ultrapassados".
Gavin Fuller do The Daily Telegraph criticou o episódio, chamando-o de "altamente decepcionante" e "uma oportunidade tragicamente desperdiçada". Ele descreveu o roteiro e a trama como "completamente desviados", observando que a cena de abertura teve um "conceito similar" com "School Reunion", escrito por Whithouse na segunda temporada, bem como toda a parte dos "alienígenas se passando por humanos". O revisor também não gostou da atuação de Lucian Msamati como Guido, afirmando que o personagem "parecia ser tirado diretamente de Otelo". Fuller ainda comparou negativamente o triângulo amoroso entre o Doutor, Amy e Rory com a história dos personagens Rose e Mickey, do mesmo modo como considerou o final muito parecido com "The Idiot's Lantern" e "Evolution of the Daleks".
Patrick Mulkern, escrevendo para a Radio Times, teve uma opinião parecida com a de Fuller em sua revisão, dizendo: "admito que bocejei diante dos alienígenas disfarçados de humanos. Nós já o vimos tantas vezes". Ele também percebeu o uso do conceito de "School Reunion" e do episódio "Greeks Bearing Gifts" em Torchwood, também escrito por Whithouse. No entanto, achou que "o roteiro oferecia muitos momentos heroicos e engraçados para o Doutor, Amy e Rory", e elogiou o "elenco fantástico", descrevendo Helen McCrory como "majestosa". Matt Wales, da IGN, deu a "The Vampires of Venice" nota sete, dizendo que o episódio "teve muitos momentos de destaque, mesmo sem ter um todo satisfatório". Ele elogiou a comédia entre Amy e Rory e a atuação de McCrory, bem como os cenários na Croácia, e chamou a "retro-continuidade do fenômeno clássico dos vampiros" de "particularmente inteligente", acreditando que os alienígenas não eram bidimensionais. No entanto, Wales concordou com Fuller e Mulkern ao dizer que o "maior problema foi a familiaridade excessiva" com muitas raças apresentadas anteriormente.